# 枫丹白露条约 (1814年)

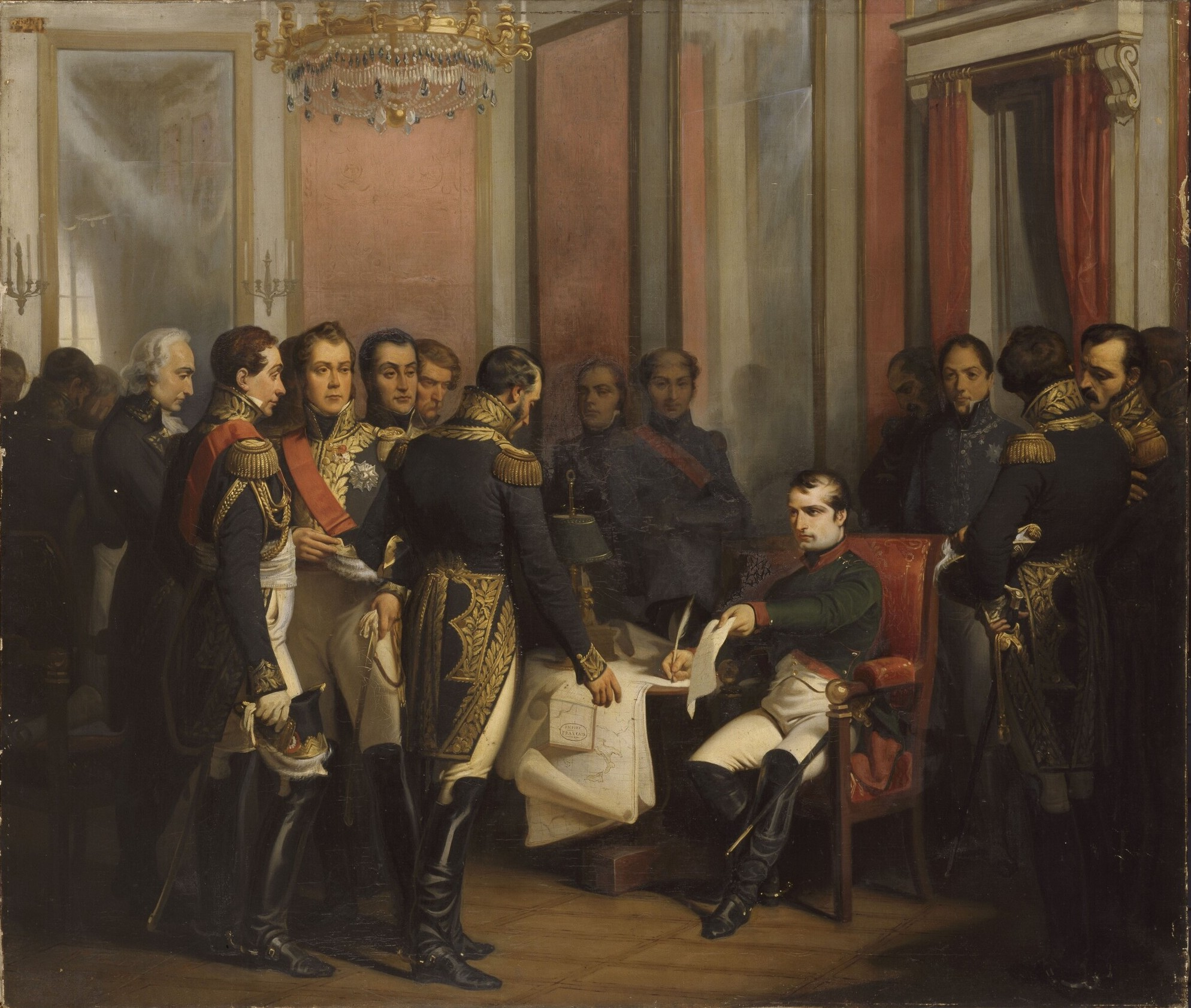
1814年4月11日拿破崙在楓丹白露簽署退位詔書，弗朗索瓦·布肖和加埃塔諾·費裡畫作（1843）

《枫丹白露条约》（Treaty of Fontainebleau），1814年由第六次反法同盟（英國、俄羅斯帝國、普魯士王國、奧地利帝国）與法國簽訂的一個條約，拿破崙在此條約中被發配到厄尔巴岛。

## 簡介
拿破崙戰爭中，1813年英國、俄國、普魯士和奧地利組成「第六次反法同盟」，10月萊比錫戰役中，同盟擊敗法軍，1814年3月倚靠著數倍於法軍的兵力佔領巴黎，法國投降，拿破崙退位，在楓丹白露宮簽署退位詔書，並簽訂此條約。
1814年4月11日俄國沙皇亚历山大一世、普鲁士国王腓特烈·威廉三世、奥地利皇帝弗朗茨一世簽訂條約，並於13日交由法兰西第一帝国皇帝拿破仑一世簽署。内容是拿破仑一世免去法國皇帝之位，保留帝號，名義上統治厄尔巴岛。